# 輸送艦
輸送艦（ゆそうかん）は、陸上や他の船舶に対して武器弾薬や人員を輸送するための軍用輸送船のうち、国際法上の軍艦にあたる艦艇のこと。日本語では、大型のものを輸送艦といい、小型の場合は輸送艇とよばれることが多い。
洋上で他の船舶に武器弾薬や燃料などの物資を供給することに特化した設計の艦は、補給艦と呼んで、輸送艦とは区別する。また、兵士の輸送に使用される船舶を、軍艦以外の徴用輸送船などまで広く含んだ用語としては、輸送「艦」ではなく軍隊輸送船あるいは兵員輸送船と呼ぶ。
上陸戦に使用するための特殊な設計の輸送艦は、通常は揚陸艦と呼ばれて区別されるが、自衛隊では一律に輸送艦と呼んでいる。また、旧日本海軍では、一般的に揚陸艦と呼ばれるような艦艇を輸送艦、一般的な意味での輸送艦にあたるものは運送艦に類別していた。さらに、アメリカ海軍の攻撃輸送艦のように、上陸戦向けの設備を有しながらも揚陸艦とは呼ばれない例もある。こうした例外的な分類をとっている場合がある。
なお、旧日本軍の場合、陸海軍対立のためか、陸軍の作戦のための水上輸送は陸軍船舶部隊の担当で海軍は要請されたときに護衛を果たすだけで、これは世界的にも珍しいケースであったとされている。陸軍船舶部隊は暁部隊の名で知られるが、陸軍自体は船舶を所有する形をほとんど取らず、平時から水上輸送は民間会社から船員・船舶セットで借上げる等の傭船で行い、艦の呼称は用いず、全て輸送船と呼んでいた。一方、日本海軍では、とくに戦時の商船徴用などで民間商船を軍艦がわりに武装して使用する場合は、ほとんどが船舶だけを借り兵員は海軍が出す裸傭船が多く、特設艦船と呼んで艦として軍艦に準じて扱った。
なお、構造的には揚陸艦にあたり公式種別上も揚陸艦とされる艦が、通常の輸送艦同様の後方輸送任務にも使用されることがある。

## 第二次世界大戦の輸送艦
日本
- 第一号型輸送艦（一等輸送艦）
- 第百一号型輸送艦（二等輸送艦）

 アメリカ合衆国
- マンリー級高速輸送艦
- チャールズ・ローレンス級高速輸送艦
- クロスレイ級高速輸送艦

- プレジデント・ジャクソン級攻撃輸送艦
- クレセント・シティ級攻撃輸送艦
- アーサー・ミドルトン級攻撃輸送艦
- ベイ・フィールド級攻撃輸送艦
- オームズビー級攻撃輸送艦
- サムター級攻撃輸送艦
- ウインザー級攻撃輸送艦
- ジリアム級攻撃輸送艦
- フレデリック・ファンストン級攻撃輸送艦
- ハスケル級攻撃輸送艦
- ポール・リビア級攻撃輸送艦

- ベラトリクス級攻撃貨物輸送艦
- リブラ級攻撃貨物輸送艦
- アンドロメダ級攻撃貨物輸送艦
- アルテミス級攻撃貨物輸送艦
- トーランド級攻撃貨物輸送艦
- AKA-112「トゥーレア」
- チャールストン級攻撃貨物輸送艦

## 第二次世界大戦後の輸送艦
アメリカ合衆国
- キーストーン・ステート級貨物揚搭能力強化型輸送艦
- ゴーファー・ステート級貨物揚搭能力強化型輸送艦
- アルゴル級車輛貨物輸送艦（英語版）
- シュガート級車両貨物輸送艦
- ゴードン級車両貨物輸送艦
- ボブ・ホープ級車両貨物輸送艦
- ワトソン級車両貨物輸送艦

 中国
- 瓊沙型兵員輸送艦

 デンマーク
- アブサロン級多目的支援艦[注 2]

 日本
- おおすみ型輸送艦（初代）[注 3]
- あつみ型輸送艦[注 4]
- みうら型輸送艦[注 4]
- おおすみ型輸送艦（2代）[注 5]
- にほんばれ型輸送艦
- ようこう型輸送艦